# أدريان مارين غوميز
أدريان مارين غوميز (بالإسبانية: Adrián Marín Gómez)‏ (مواليد 9 يناير 1997 - توري باتشيكو ، إسبانيا) لاعب كرة قدم إسباني ، يجيد اللعب في مركز الظهير الأيسر ، ويلعب حاليًا لنادي ليغانيس الإسباني.

## وصلات خارجية
- أدريان مارين غوميز على موقع الاتحاد الأوربي (الإنجليزية)
- أدريان مارين غوميز على موقع قاعدة بيانات كرة القدم.إي يو (الإنجليزية)
- أدريان مارين غوميز على موقع Soccerbase.com (لاعب) (الإنجليزية)
- أدريان مارين غوميز على موقع Soccerway.com (الإنجليزية)
- أدريان مارين غوميز على موقع عالم كرة القدم.نت (الإنجليزية)
- أدريان مارين غوميز على موقع AS.com (الإسبانية)